# Can Martinet (Cabrera de Mar)
Can Martinet és una masia de Cabrera de Mar (Maresme) inclosa a l'Inventari del Patrimoni Arquitectònic de Catalunya.

## Descripció
Masia molt reformada, que té una distribució de dos cossos, a les que posteriorment se li afegí un tercer cos al cantó nord. Presenta una planta baixa i planta pis, amb una teulada a dues vessants, amb el carener paral·lel a la façana, pel que els frontons estan desplaçats a les façanes laterals. Portes i finestres són d'una gran simplicitat, totes de forma rectangular. Al nord de l'edifici trobem el safareig, decorat amb trencadís de ceràmica.
En l'actualitat hi ha dependències municipals (Centre de Joventut de Cabrera de Mar).